# Liste der Baudenkmäler in Itzgrund
Auf dieser Seite sind die Baudenkmäler in der oberfränkischen Gemeinde Itzgrund zusammengestellt. Diese Tabelle ist eine Teilliste der Liste der Baudenkmäler in Bayern. Grundlage ist die Bayerische Denkmalliste, die auf Basis des Bayerischen Denkmalschutzgesetzes vom 1. Oktober 1973 erstmals erstellt wurde und seither durch das Bayerische Landesamt für Denkmalpflege geführt wird. Die folgenden Angaben ersetzen nicht die rechtsverbindliche Auskunft der Denkmalschutzbehörde.

## Baudenkmäler nach Gemeindeteilen

### Bodelstadt
| Lage                     | Objekt     | Beschreibung                                                                    | Akten-Nr.             | Bild       |
| ------------------------ | ---------- | ------------------------------------------------------------------------------- | --------------------- | ---------- |
| Haus Nummer 3 (Standort) | Bauernhaus | Erdgeschossiges Bauernhaus, Fachwerk, Halbwalm, zweites Viertel 19. Jahrhundert | D-4-73-138-5 Wikidata | Bauernhaus |
| Haus Nummer 5 (Standort) | Bauernhaus | Erdgeschossiges Bauernhaus, Fachwerk, Halbwalm, bezeichnet „1797“               | D-4-73-138-6 Wikidata | Bauernhaus |

### Gleußen
| Lage                                                | Objekt                                                        | Beschreibung | Akten-Nr.              | Bild                 |
| --------------------------------------------------- | ------------------------------------------------------------- | --- | ---------------------- | -------------------- |
| Alte Poststraße 2 (Standort)                        | Walmdachbau                                                   | Zweigeschossiges Walmdachbau, verputztes Fachwerk, im Kern Mitte 18. Jahrhundert | D-4-73-138-20 Wikidata | Walmdachbau          |
| Alte Poststraße 4 (Standort)                        | Walmdachbau                                                   | Zweigeschossiger Halbwalmdachbau, Fachwerk, Erdgeschoss zum Teil aus Sandsteinquadern, Südwestgiebel verschiefert, Haustür bezeichnet „1815“ | D-4-73-138-19 Wikidata | Walmdachbau          |
| Alte Poststraße 6 (Standort)                        | Walmdachhaus                                                  | Zweigeschossiges Walmdachhaus mit Hofdurchfahrt, Fachwerk, Verschieferung in deutscher Schablone mit Spuren von Weißmalerei, bezeichnet „1849“ | D-4-73-138-15 Wikidata | Walmdachhaus         |
| Alte Poststraße 8 (Standort)                        | Ehemaliges Gasthaus und Brauerei Alte Post                    | Zweigeschossiger Satteldachbau mit reichem Fachwerkobergeschoss, bezeichnet 1603; zweigeschossiger Walmdachbau, Fachwerk, zum Teil verschiefert, 1764; zugehörige Fachwerkscheune mit Satteldach, Mitte 19. Jahrhundert; Hofeinfahrt mit Pfeilern aus genuteten Sandsteinquadern. 18. Jahrhundert | D-4-73-138-14 Wikidata | weitere Bilder       |
| Alte Poststraße 12; Alte Poststraße 12 a (Standort) | Halbwalmdachhaus                                              | Zweigeschossiges Halbwalmdachhaus, Fachwerk, Verschieferung mit Resten reicher Weißmalerei, 18./19. Jahrhundert; Torpfosten des 18./19. Jahrhundert | D-4-73-138-13 Wikidata | Halbwalmdachhaus     |
| Alte Poststraße 23 (Standort)                       | Wohnstallhaus                                                 | Eingeschossiges Wohnstallhaus mit Halbwalmdach, Fachwerk, massiver Stall, bezeichnet „1855“ | D-4-73-138-11 Wikidata | Wohnstallhaus        |
| Alte Poststraße 25 (Standort)                       | Wohnstallhaus                                                 | Eingeschossiges Wohnstallhaus mit Halbwalmdach, Fachwerk, Stall aus Sandsteinquadern, bezeichnet „1843“ | D-4-73-138-12 Wikidata | Wohnstallhaus        |
| Gleußener Mühle 1; Gleußener Mühle (Standort)       | Ehemalige Mühle                                               | Zweigeschossiger Halbwalmdachbau, romanisierendes Erdgeschoss, Mitte 19. Jahrhundert Torpfosten, Sandstein, bezeichnet „1736“ Zufahrt über drei zweijochige Sandsteinbrücken | D-4-73-138-22 Wikidata | Ehemalige Mühle      |
| Kloster-Banz-Straße 14 (Standort)                   | Ehemalige Zehntscheune                                        | Massiver Halbwalmdachbau mit Eckquaderung, Wappenstein, bezeichnet „1716“ | D-4-73-138-9 Wikidata  | weitere Bilder       |
| Kloster-Banz-Straße 16 (Standort)                   | Ehemaliges Schulhaus                                          | Zweigeschossiges Satteldachhaus, Fachwerk, Erdgeschoss zum Teil massiv, 18. und 19. Jahrhundert | D-4-73-138-8 Wikidata  | Ehemaliges Schulhaus |
| Kloster-Banz-Straße 18 (Standort)                   | Wohnstallhaus mit Fachwerknebengebäude                        | Eingeschossiges Fachwerk mit Halbwalmdach, massiver Stallteil, erste Hälfte 19. Jahrhundert Fachwerkscheune mit Satteldach, 19. Jahrhundert Ehemaliges Schäferhaus, langgestrecktes Satteldachhaus, spätes 18./frühes 19. Jahrhundert; Hofeinfahrt mit Pforte bezeichnet „1812“                   | D-4-73-138-7 Wikidata  | weitere Bilder       |
| Kloster-Banz-Straße 21 (Standort)                   | Halbwalmdachbau                                               | Zweigeschossiges Halbwalmdachbau, Fachwerk mit Hofdurchfahrt, im Erdgeschoss zum Teil Sandsteinquader, 18. und 19. Jahrhundert | D-4-73-138-10 Wikidata | weitere Bilder       |
| Lindenplatz (Standort)                              | Dorfbrunnen                                                   | Runde Schachteinfassung, Sandstein, abgedeckt, 18. Jahrhundert | D-4-73-138-21          | Dorfbrunnen          |
| Lindenplatz 1 (Standort)                            | Einfriedung mit Balustrade, Sandstein, spätes 18. Jahrhundert | Balustrade, spätes 18. Jahrhundert | D-4-73-138-16 Wikidata | weitere Bilder       |
| Lindenplatz 3 (Standort)                            | Pfarrhaus                                                     | Zweigeschossiger Walmdachbau, Erdgeschoss aus Sandsteinquadern mit profilierten Tür- und Fensterrahmungen, Fachwerkobergeschoss zum Teil verschiefert, 1856–1857 | D-4-73-138-17 Wikidata | Pfarrhaus            |
| Lindenplatz 4 (Standort)                            | Bauernhof                                                     | Wohnstallhaus, eingeschossiges Frackdachhaus, Stallteil massiv mit Satteldach, 18. und Mitte 19. Jahrhundert Fachwerkscheune mit Satteldach, 18. Jahrhundert Nebengebäude mit Satteldach, 18. Jahrhundert Hofeinfahrt mit Pforte, bezeichnet „1748“                                               | D-4-73-138-73 Wikidata | weitere Bilder       |
| Nähe Lindenplatz (Standort)                         | Evangelisch-lutherische Kirche                                | Im Kern spätmittelalterlicher Chorturm, klassizistischer Saalraum 1831–1834; mit Ausstattung | D-4-73-138-18 Wikidata | weitere Bilder       |

### Herreth
| Lage                                | Objekt                                    | Beschreibung                                                                                  | Akten-Nr.              | Bild             |
| ----------------------------------- | ----------------------------------------- | --------------------------------------------------------------------------------------------- | ---------------------- | ---------------- |
| Dorfplatz 3 (Standort)              | Bauernhaus                                | Erdgeschossiges verschiefertes Bauernhaus, 19. Jahrhundert                                    | D-4-73-138-26 Wikidata | Bauernhaus       |
| Hirtenberg 6 (Standort)             | Halbwalmdachhaus                          | Erdgeschossiges Halbwalmdachhaus, Fachwerk, 18./19. Jahrhundert                               | D-4-73-138-29 Wikidata | Halbwalmdachhaus |
| Hofgasse 2 (Standort)               | Halbwalmdachhaus                          | Halbwalmdachhaus, Fachwerk mit Verschieferung, Keller bezeichnet „1831“                       | D-4-73-138-32 Wikidata | Halbwalmdachhaus |
| Hofgasse 7 (Standort)               | Halbwalmdachhaus                          | Fachwerk, erste Hälfte 19. Jahrhundert; mit bauzeitlicher Scheune auf Flur Nr. 57/2           | D-4-73-138-30 Wikidata | BW               |
| Kirchweg 1 (Standort)               | Halbwalmdachhaus                          | Fachwerk meist verschiefert, Mitte 19. Jahrhundert                                            | D-4-73-138-31 Wikidata | Halbwalmdachhaus |
| Kirchweg 6 (Standort)               | Pfarrhaus                                 | Satteldachbau mit Fachwerkobergeschoss, 18. und 19. Jahrhundert                               | D-4-73-138-24 Wikidata | Pfarrhaus        |
| Kirchweg 6 (Standort)               | Evangelisch-lutherische St. Jacobus Maior | Chorturmanlage des 17. Jahrhunderts, im Kern spätmittelalterlich; mit Ausstattung             | D-4-73-138-23 Wikidata | weitere Bilder   |
| Staffelsteiner Straße 10 (Standort) | Gasthof Jahn                              | Halbwalmdachhaus, Fachwerk, Verschieferung mit Spuren von Bemalung, 18./19. Jahrhundert       | D-4-73-138-33 Wikidata | Gasthof Jahn     |
| Staffelsteiner Straße 13 (Standort) | Fachwerkhaus                              | 18./20. Jahrhundert; davor Terrasse mit Balustrade, 18. Jahrhundert                           | D-4-73-138-25 Wikidata | Fachwerkhaus     |
| Staffelsteiner Straße 19 (Standort) | Fachwerkbau                               | Eingeschossiger, verschieferter Fachwerkbau mit Halbwalmdach, bezeichnet „1864“; Nebengebäude | D-4-73-138-74 Wikidata | Fachwerkbau      |
| Staffelsteiner Straße 25 (Standort) | Halbwalmdachhaus                          | Erdgeschossiges Halbwalmdachhaus, Fachwerk, erste Hälfte 19. Jahrhundert                      | D-4-73-138-27 Wikidata | Halbwalmdachhaus |
| Staffelsteiner Straße 27 (Standort) | Halbwalmdachhaus                          | Erdgeschossig, erste Hälfte 19. Jahrhundert                                                   | D-4-73-138-28 Wikidata | Halbwalmdachhaus |

### Kaltenbrunn
| Lage                                                                    | Objekt                               | Beschreibung | Akten-Nr.              | Bild             |
| ----------------------------------------------------------------------- | ------------------------------------ | --- | ---------------------- | ---------------- |
| Coburger Straße 19 (Standort)                                           | Katholische Pfarrkirche St. Wolfgang | Saalbau, Einturmfassade und eingezogener Chor, 1748/49 in Anlehnung an Pläne von Johann Jakob Michael Küchel von Thomas Harra und Georg Tanzer errichtet; mit Ausstattung | D-4-73-138-1 Wikidata  | weitere Bilder   |
| Coburger Straße 19 (Standort)                                           | Pfarrhaus                            | Walmdachbau, 18./19. Jahrhundert | D-4-73-138-2 Wikidata  | Pfarrhaus        |
| Nähe Zehntrasen; vor Zehntrasen 7 (Standort)                            | Gemeindebackhaus                     | Eingeschossiger Sandsteinquaderbau mit Satteldach, bezeichnet „1869“ | D-4-73-138-72 Wikidata | Gemeindebackhaus |
| Am Weg nach Freiberg ()                                                 | Säulenbildstock                      | Zweites Viertel 18. Jahrhundert | D-4-73-138-4 Wikidata  |                  |
| Am Weg nach Pferchäckern, 200 m nordnordwestlich Punkt 374,9 (Standort) | Wegkreuz                             | Wegkreuz, bezeichnet „1904“ | D-4-73-138-3 Wikidata  | Wegkreuz         |

### Lahm
| Lage                                                      | Objekt                                                | Beschreibung | Akten-Nr.              | Bild                              |
| --------------------------------------------------------- | ----------------------------------------------------- | --- | ---------------------- | --------------------------------- |
| Hauptstraße 4 (Standort)                                  | Bauernhaus                                            | Zweigeschossig mit Walmdach, Fachwerkobergeschoss verschiefert, um 1800                                              | D-4-73-138-75 Wikidata | Bauernhaus                        |
| Hauptstraße 13 (Standort)                                 | Fachwerkhaus                                          | Erdgeschossig, Halbwalm, bezeichnet „1818“, Freitreppe, klassizisierende Haustür                                     | D-4-73-138-34 Wikidata | Fachwerkhaus                      |
| Hauptstraße 14 (Standort)                                 | Brunnentrog                                           | Unter von drei Säulen getragener Haube, zweites Drittel 18. Jahrhundert                                              | D-4-73-138-38 Wikidata | weitere Bilder                    |
| Hauptstraße 15 (Standort)                                 | Fachwerkhaus                                          | Erdgeschossig, 19. Jahrhundert                                                                                       | D-4-73-138-35 Wikidata | Fachwerkhaus                      |
| Hauptstraße 17 (Standort)                                 | Walmdachbau                                           | Rückwärts Doppelportal, 18. bis 19. Jahrhundert                                                                      | D-4-73-138-36 Wikidata | Walmdachbau                       |
| Hauptstraße 19 (Standort)                                 | Walmdachbau                                           | Verschiefert, spätes 18. Jahrhundert, rückwärts Doppelportal, bezeichnet „1634“                                      | D-4-73-138-37 Wikidata | Walmdachbau                       |
| Nördlich des Ortes (Standort)                             | Kapellenacker                                         | Mit Epitaph, erstes Viertel 18. Jahrhundert, und Grabmälern des 19. Jahrhunderts                                     | D-4-73-138-45 Wikidata | Kapellenacker                     |
| Nähe Kirchgasse (Standort)                                | Brunnentrog                                           | Unter von drei Säulen getragener Haube, zweites Drittel 18. Jahrhundert                                              | D-4-73-138-40          | Brunnentrog                       |
| Nähe Schloßplatz; Schloßplatz 2; Schloßplatz 3 (Standort) | Ehemals Rentei und Jägerhaus                          | Dreiflügelige Anlage mit Wirtschaftsgebäude und Mansarddachpavillons als Kopfbauten, zweites Viertel 18. Jahrhundert | D-4-73-138-42 Wikidata | Ehemals Rentei und Jägerhaus      |
| Schloßplatz 1 (Standort)                                  | Ehemaliges Schloss                                    | Stattlicher Bau mit Freitreppe, Portal, um 1710; mit Ausstattung                                                     | D-4-73-138-41 Wikidata | weitere Bilder                    |
| Schloßplatz 4; Schloßplatz 4b (Standort)                  | Evangelisch-lutherisches Pfarramt                     | Walmdachbau, zweites Drittel 18. Jahrhundert; zugehörig Scheune, verbunden durch Mauer mit Hofeinfahrt und Pforte    | D-4-73-138-43 Wikidata | Evangelisch-lutherisches Pfarramt |
| Schloßplatz 5 (Standort)                                  | Evangelisch-lutherische Pfarrkirche Hl. Dreieinigkeit | Kreuzförmiger Zentralbau, 1728–1732 nach Entwürfen von Carl Friedrich von Zocha; mit Ausstattung                     | D-4-73-138-39 Wikidata | weitere Bilder                    |
| Wiesenstraße 2 (Standort)                                 | Fachwerkhaus                                          | Erdgeschossig, bezeichnet „1838“                                                                                     | D-4-73-138-44 Wikidata | Fachwerkhaus                      |

### Merkendorf
| Lage                     | Objekt                          | Beschreibung      | Akten-Nr.              | Bild                            |
| ------------------------ | ------------------------------- | ----------------- | ---------------------- | ------------------------------- |
| Haus Nummer 3 (Standort) | Dreiseitanlage mit Walmdachhaus | Bezeichnet „1851“ | D-4-73-138-46 Wikidata | Dreiseitanlage mit Walmdachhaus |

### Pülsdorf
| Lage                     | Objekt                                | Beschreibung | Akten-Nr.              | Bild                                  |
| ------------------------ | ------------------------------------- | --- | ---------------------- | ------------------------------------- |
| Nähe Pülsdorf (Standort) | Brunnen                               | Rundes Brunnenbecken unter von drei Säulen getragener welscher Haube, zweite Hälfte 18. Jahrhundert             | D-4-73-138-51 Wikidata | Brunnen                               |
| Nähe Pülsdorf (Standort) | Fachwerkhaus                          | Halbwalmdach, Verschieferung in deutscher Schablone, 18./19. Jahrhundert, bezeichnet „1844“ und „1882“ (Stall). | D-4-73-138-49 Wikidata | Fachwerkhaus                          |
| Pülsdorf 6 (Standort)    | Fachwerkhaus                          | Halbwalmdach, 18. Jahrhundert                                                                                   | D-4-73-138-47 Wikidata | Fachwerkhaus                          |
| Pülsdorf 9 (Standort)    | Fachwerkhaus                          | Erdgeschossig, mit Kellerstall und Laube, erste Hälfte 19. Jahrhundert, Portalpfosten bezeichnet „1765“         | D-4-73-138-48 Wikidata | Fachwerkhaus                          |
| Pülsdorf 13 (Standort)   | Stattliches Wohnhaus eines Bauernhofs | Gotisierend-klassizisierend, zweite Hälfte 19. Jahrhundert; Fachwerknebengebäude                                | D-4-73-138-50 Wikidata | Stattliches Wohnhaus eines Bauernhofs |

### Schenkenau
| Lage       | Objekt                       | Beschreibung | Akten-Nr.              | Bild                         |
| ---------- | ---------------------------- | --- | ---------------------- | ---------------------------- |
| (Standort) | Ehemaliges Schloss und Mühle | Dreiflügelige Anlage mit umgebauten dreigeschossigem Hauptbau, und Torbau, bezeichnet „1763/64“; langgestreckte Ökonomiebauten, bezeichnet „1770/71“ und „1891“ | D-4-73-138-52 Wikidata | Ehemaliges Schloss und Mühle |

### Schleifenhan
| Lage                      | Objekt          | Beschreibung                                             | Akten-Nr.              | Bild            |
| ------------------------- | --------------- | -------------------------------------------------------- | ---------------------- | --------------- |
| Schleifenhan 1 (Standort) | Ehemalige Mühle | Halbwalmdachbau, frühes 19. Jahrhundert mit älterem Kern | D-4-73-138-53 Wikidata | Ehemalige Mühle |

### Schottenstein
| Lage                                                           | Objekt                                                | Beschreibung | Akten-Nr.              | Bild                                                  |
| -------------------------------------------------------------- | ----------------------------------------------------- | --- | ---------------------- | ----------------------------------------------------- |
| Altenberg 1 (Standort)                                         | Ehemaliges Unteres Schloss                            | Substruktionsmauern und massive Scheune, mittelalterlich | D-4-73-138-63 Wikidata | weitere Bilder                                        |
| Altenberg 2 (Standort)                                         | Halbwalmdachhaus                                      | Eingeschossig, massiv, mit Halbwalmdach, geohrte Fenster- und Türrahmungen, spätes 17./frühes 18. Jahrhundert | D-4-73-138-62 Wikidata | Halbwalmdachhaus                                      |
| Altenberg 4 (Standort)                                         | Scheune                                               | Ursprünglich Wohnstallhaus Altenberg 2 zugehörig, massiver Halbwalmdachbau, spätes 17./frühes 18. Jahrhundert | D-4-73-138-61 Wikidata | Scheune                                               |
| An der Straße nach Rossach, an der Gemarkungsgrenze (Standort) | Grenzstein                                            | Sandstein mit der Bezeichnung 1770, an der Straße nach Rossach, markiert die Grenze zwischen dem Hochstift Würzburg und dem Fürstentum Sachsen-Coburg gemäß den Vereinbarungen zwischen Fürstbischof Julius Echter von Mespelbrunn und den Herzögen Johann Casimir und Johann Ernst von Sachsen-Coburg beim Trappstädter Rezess von 1599. | D-4-73-138-66 Wikidata | Grenzstein                                            |
| Herrengasse 1 (Standort)                                       | Fachwerkhaus mit langgestrecktem Fachwerkstallgebäude | Eingeschossig mit Halbwalmdach, spätes 18./frühes 19. Jahrhundert; Langgestrecktes zweigeschossiges Stallgebäude mit Walmdach, Fachwerkobergeschoss, zweites Viertel 19. Jahrhundert | D-4-73-138-58 Wikidata | Fachwerkhaus mit langgestrecktem Fachwerkstallgebäude |
| Herrengasse 11 (Standort)                                      | Wohnstallhaus                                         | Eingeschossig mit Satteldach und traufseitiger Laube, Fachwerk, Giebel verschiefert, erste Hälfte 19. Jahrhundert | D-4-73-138-76 Wikidata | Wohnstallhaus                                         |
| Kirchenrangen 10 (Standort)                                    | Evangelisch-lutherische Kirche St. Pankratius         | Saalkirche von 1703, gotischer Westturm 1499 und 1603, Veränderungen 1842; mit Ausstattung | D-4-73-138-54 Wikidata | weitere Bilder                                        |
| Kirchenrangen 12 (Standort)                                    | Obere Schule                                          | Zweigeschossiges Halbwalmdachhaus, Fachwerk, Erdgeschoss westlich aus Sandsteinquadern mit profilierten und geohrten Fenster- und Türrahmungen, bezeichnet „1805“ | D-4-73-138-57 Wikidata | Obere Schule                                          |
| Obere Dorfstraße 20 (Standort)                                 | Wohnstallhaus                                         | Eingeschossig mit Halbwalmdach, Sandsteinquader, Giebel verschiefert, Mitte 19. Jahrhundert | D-4-73-138-77 Wikidata | Wohnstallhaus                                         |
| Obere Dorfstraße 21 (Standort)                                 | Satteldachhaus                                        | Langgestreckt, erdgeschossig, Kellerstall, Fachwerk, Mitte 19. Jahrhundert | D-4-73-138-59 Wikidata | Satteldachhaus                                        |
| Obere Dorfstraße 22 (Standort)                                 | Einhaus                                               | Eingeschossig, Fachwerk verschiefert, Mitte 19. Jahrhundert | D-4-73-138-78 Wikidata | Einhaus                                               |
| Obere Dorfstraße 31 (Standort)                                 | Wohnstallhaus                                         | Zweigeschossiges abgewalmtes Frackdachhaus, Fachwerk, dahinter Stall mit Satteldach und Halbwalm, Fachwerk, zum Teil massiv aus Sandsteinquadern, 19. Jahrhundert | D-4-73-138-60 Wikidata | Wohnstallhaus                                         |
| Rossacher Straße 9 (Standort)                                  | Wohnstallhaus                                         | Eingeschossig mit Satteldach und Halbwalm im Süden, Sandsteinquaderbau mit reichem Gliederungsdekor, drittes Viertel 19. Jahrhundert | D-4-73-138-65 Wikidata | Wohnstallhaus                                         |
| Rossacher Straße 18 (Standort)                                 | Untere Schule                                         | Stattlicher zweigeschossiger Halbwalmdachbau, Fachwerkgeschoss, westseitig verschiefert, Erdgeschoss aus Sandsteinquadern, Eingangstür mit geohrter profilierter Rahmung, Portal bezeichnet „1825“ | D-4-73-138-64 Wikidata | Untere Schule                                         |
| Schottengasse 2 (Standort)                                     | Ehemaliges Mittleres Schloss                          | Massiver Bau mit Fachwerkobergeschoss, an Nordseite runder Treppenturm, im Kern 16./17. Jahrhundert, bis 1891 Instandsetzung; mit Ausstattung | D-4-73-138-55 Wikidata | weitere Bilder                                        |
| Zur Mühle 1 (Standort)                                         | Ehemalige Schottensteiner Mühle                       | Zweigeschossiger Walmdachbau, 16. bis 19. Jahrhundert, moderne Veränderungen | D-4-73-138-56 Wikidata | Ehemalige Schottensteiner Mühle                       |

### Welsberg
| Lage                                                              | Objekt                                                      | Beschreibung | Akten-Nr.              | Bild                            |
| ----------------------------------------------------------------- | ----------------------------------------------------------- | --- | ---------------------- | ------------------------------- |
| am Waldweg vom Gerenholz zum Eichholz (Standort)                  | Grenzstein                                                  | Der Landesgrenzstein, ein Sandstein mit der Bezeichnung „1665“, am Waldweg vom Gerenholz zum Eichholz, markiert die Grenze zwischen dem Hochstift Würzburg und dem Fürstentum Sachsen-Coburg gemäß den Vereinbarungen im Trappstädter Rezess von 1599 | D-4-73-138-69 Wikidata | Grenzstein                      |
| An der Straße nach Schottenstein nahe Gemarkungsgrenze (Standort) | Kreuzstein                                                  | Sandstein, spätes Mittelalter | D-4-73-138-71 Wikidata | BW                              |
| Gehrenäcker, am Wegkreuz 250 m ostwärts Sorghof (Standort)        | Kreuzstein, sogenannte Spinnerá                             | Sandstein, spätes Mittelalter | D-4-73-138-70 Wikidata | Kreuzstein, sogenannte Spinnerá |
| Welsberg 9 (Standort)                                             | Wohnstallhaus                                               | Fachwerk, bezeichnet „1842“ | D-4-73-138-67 Wikidata | Wohnstallhaus                   |
| Welsberg 13 (Standort)                                            | Stattliches Halbwalmdachhaus                                | Verschieferung in deutscher Schablone mit Spuren von Weißmalerei, im Kern Anfang 18. Jahrhundert | D-4-73-138-68 Wikidata | Stattliches Halbwalmdachhaus    |
| Welsberg 17 (Standort)                                            | Ehemaliges Schulhaus                                        | Eingeschossiger Satteldachbau mit Mittelrisalit, Freitreppe, um 1890 | D-4-73-138-79 Wikidata | Ehemaliges Schulhaus            |
| Welsberg 28 (Standort)                                            | Wohnhaus, wohl ehemaliger ritterschaftlicher Wirtschaftshof | Eingeschossig mit Halbwalmdach, Giebel verschiefert, 18. Jahrhundert | D-4-73-138-80 Wikidata | BW                              |